# Miron Kogan
Miron I. Kogan a fost un politician moldovean, ales în Sfatul Țării. 

## Sfatul Țării
Miron Kogan, de naționalitate evreu, a fost ales în Sfatul Țării de comitetul regional basarabean al Partidului Socialist Revoluționar.
Miron Kogan susținea că Sfatul Țării este doar o instituție provizorie, ce va guverna Basarabia până la convocarea Adunării Constituante a Rusiei. El a mai declarat că sunt „inadmisibile orice tentative de naționalizare a ținutului în favoarea unei națiuni oarecare din cele care locuiesc în Basarabia”, cerând totodată egalitate deplină pentru toate limbile vorbite în Basarabia, dat și autonomie pentru toate națiunile, inclusiv cele fără teritoriu.

## Galerie

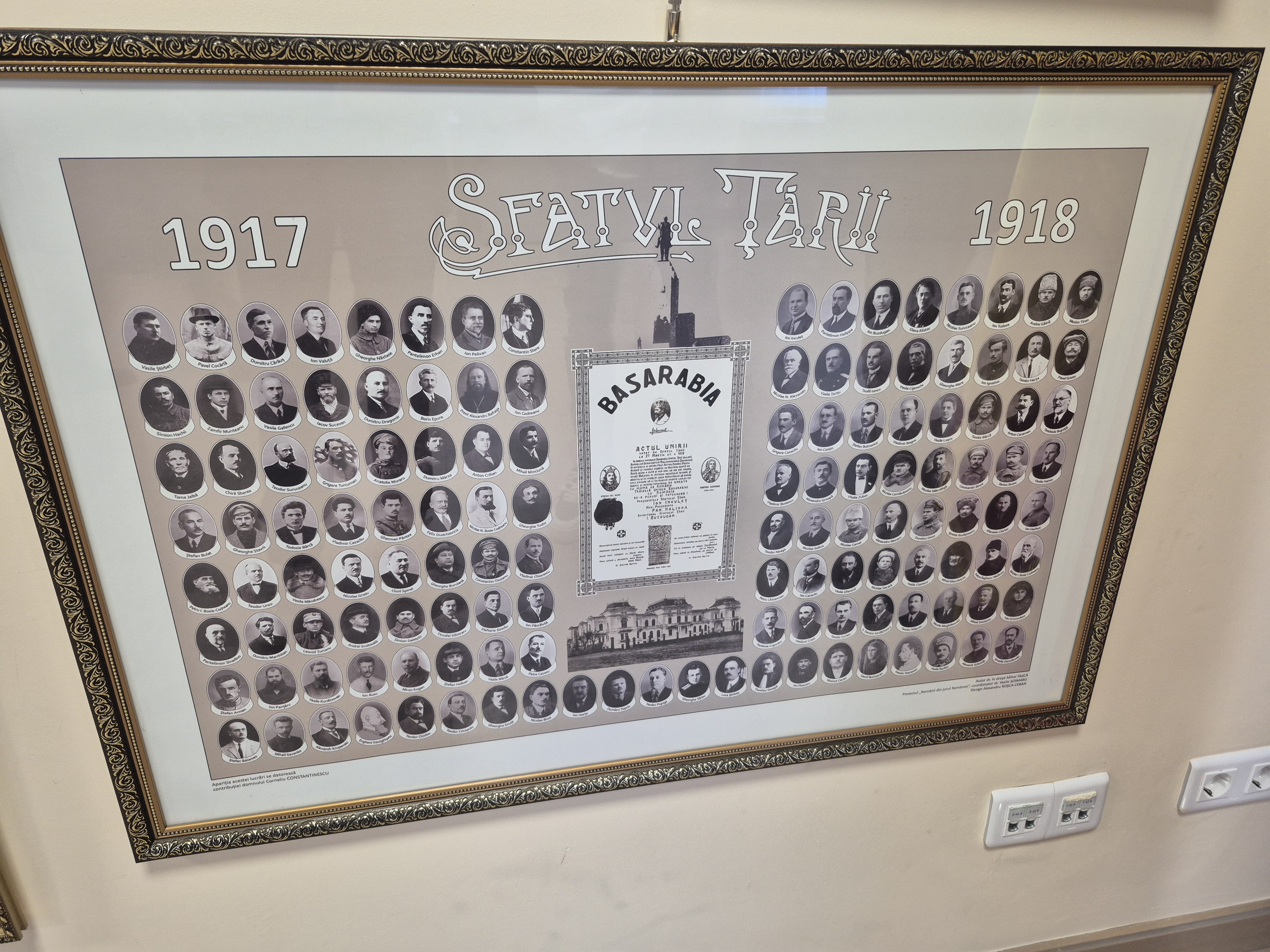